# Harvey (pel·lícula)
Harvey és un film estatunidenc, adaptació de l'obra de Mary Chase, dirigit per Henry Koster, estrenat el 1950.

## Argument
Elwood és un simpàtic jove que preocupa el seu cercle: té un amic imaginari, un conill gegant que es diu Harvey. Decideixen portar-lo a un hospital psiquiàtric, però Harvey és realment imaginari?

## Repartiment
- James Stewart: Elwood P. Dowd

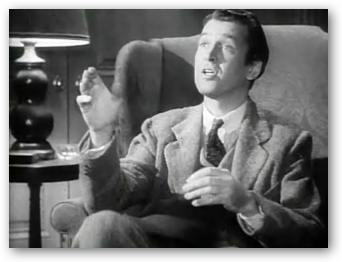
James Stewart

- Josephine Hull: Veta Louise Simmons
- Peggy Dow: Mlle Kelly
- Charles Drake: El Doctor Sanderson
- Cecil Kellaway: El Doctor Chumley
- Victoria Horne: Myrtle Mae Simmons
- Jesse White: Wilson
- William H. Lynn: el jutge Gaffney
- Wallace Ford: el taxista
- Nana Bryant: Sra. Hazel Chumley
- Grayce Mills: Sra. Ethel Chauvenet
- Clem Bevans: Mr. Herman Schimmelplusser
- Pat Flaherty (no surt als crèdits): Policía

## Al voltant de la pel·lícula
- El rodatge s'ha desenvolupat a Universal City (Califòrnia).[2]
- L'obra de Mary Chase serà portada de nou a la pantalla el 1972 amb Harvey (telefilm en el qual James Stewart i Jesse White reprendran els seus papers respectius), el 1985 amb Mein Freund Harvey i el 1998 amb Harvey (amb Leslie Nielsen al paper del doctor Chumley).[2]
- Josephine Hull i Jesse White ja havien interpretat els seus papers respectius en l'obra interpretada a Broadway de 1944 a 1949. A més, James Stewart i Jesse White interpretaran de nou els seus papers respectius en una recuperació de l'obra a Broadway el 1970.[2]
- Harvey  és la primera participació en un projecte cinematogràfic de l'actor Fess Parker, qui posa aquí la seva veu al xofer Leslie (paper que no surt als crèdits).[2]
- El conill gegant de la pel·lícula és definit com un "Pooka" per l'actor James Stewart, referència a una criatura del folklore celta: Puck.[2]
- En la sèrie de televisió Farscape, John Crichton anomena Harvey el clon neuronal de Scorpius, que apareix al final de la segona temporada, present al llarg de la tercera temporada i després durant el començament de la quarta, desapareixent durant aquesta i reapareixent cap a la fi d'aquesta mateixa temporada.[2]

## Premis i nominacions
Premis
- 1951: Oscar a la millor actriu secundària per Josephine Hull
- 1951: Globus d'Or a la millor actriu secundària per Josephine Hull

Nominacions
- 1951: Oscar al millor actor per James Stewart
- 1951: Globus d'Or a la millor pel·lícula dramàtica
- 1951: Globus d'Or al millor actor dramàtic per James Stewart
- 1951: Premi Hugo a la millor pel·lícula dramàtica